# Iron Front: Liberation 1944
Iron Front: Liberation 1944 (с англ. — «Железный фронт: Освобождение 1944») — компьютерная игра в жанре тактического шутера, события которого происходят во времена Второй мировой войны на Восточном фронте. В игре присутствует немецкая и советская кампания. Игра разработана компаниями X1 Software и AWAR на движке Real Virtuality, созданном компанией Bohemia Interactive. Была издана 25 мая 2012 года для Windows.

## Игровой процесс
В Iron Front: Liberation 1944 действия происходят во время летнего наступления советскиx войск на Юго-Восточную Польшу. В кампанию можно играть как за советские, так и за немецкие войска. Советская кампания фокусируется на прорыве обороны противника. Задача немецкой кампании заключается в том, чтобы замедлить продвижение советских войск. Кампания начинается с действий пехоты, но затем игрок получает возможность управлять танками и самолётами, такими как Panzerkampfwagen IV, Königstiger, ИС-2, Focke Wulf 190, Stuka, Пе-2 и P-39.
Многопользовательская игра включает в себя кооперативные миссии, а также такие PvP-режимы, как «Захват флага», «Командный бой», «Атака и защита» и «Блицкриг».
Игра также включает в себя обширный редактор миссий, позволяющий игрокам создавать свои собственные миссии. В игре представлен большой арсенал аутентичного вооружения.

## Критика
Критики отмечали сырое состояние игры на момент выхода.